# Ел Баранко (Мина)
Ел Баранко (шп. El Barranco) насеље је у Мексику у савезној држави Нови Леон у општини Мина. Насеље се налази на надморској висини од 669 м.

## Становништво
Према подацима из 2010. године у насељу су живела 4 становника.

### Хронологија
| Година       | 2000       | 2005      | 2010 |
| ------------ | ---------- | --------- | ---- |
| Становништво | 10 (7 / 3) | 9 (5 / 4) | 4    |

### Попис
| # | Индикатор                     | Вредност |
| - | ----------------------------- | -------- |
| 1 | Укупно домаћинстава           | 6        |
| 2 | Укупно насељених домаћинстава | 2        |
| 3 | Величина локације             | 1        |